# Gnomidolon grantsaui
Gnomidolon grantsaui là một loài bọ cánh cứng trong họ Cerambycidae.